# Sitona sulcifrons
Sitona sulcifrons é uma espécie de insetos coleópteros polífagos pertencente à família Curculionidae.
A autoridade científica da espécie é Thunberg, tendo sido descrita no ano de 1798.
Trata-se de uma espécie presente no território português.